# Лос-Альтос (государство)
Ло́с-А́льтос (дословно c исп. — «высоты»), официальное название: «Республика Шестого Штата Высот» (исп. República del Sexto Estado de Los Altos) — государство Центральной Америки в 1838—1840, 1848 годах. До распада Федеративной Республики Центральной Америки входило в её состав как шестой по счёту штат. Располагалось на западе современной Гватемалы, включая область Соконуско в мексиканском штате Чьяпас.

## История
Лос-Альтос образовался в результате политических разногласий между либералами и консерваторами и напряжённых отношений между городом Гватемалой с одной стороны, и Кесальтенанго с прилегающими областями, с другой. Споры о разделении Гватемалы начались сразу после обретения независимости Мексики от Испании в 1821 году. Позднее, в ноябре 1824 года этот вопрос поднимался парламентом Федеративной Республики, но значительная оппозиция со стороны Гватемалы воспрепятствовала этому решению.
2 февраля 1838 года была официально объявлена независимость Лос-Альтоса от Гватемалы. Правительство Федеративной Республики признало Лос-Альтос как шестой штат Федерации. Утверждённый флаг Лос-Альтоса был модификацией флага Федеративной Республики. На гербе был изображен квезаль, символизирующий свободу. В дальнейшем квезаль появился на гербе Гватемалы.

Лос-Альтос на карте Гватемалы (выделен тёмно-зелёным цветом)

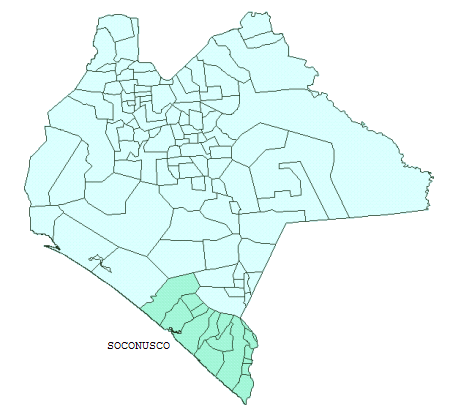
Лос-Альтос (регион Соконуско) на карте мексиканского штата Чьяпас

Лос-Альтос состоял из административных областей Тотоникапан (современные гватемальские департаменты Тотоникапан, Уэуэтенанго), Кесальтенанго (современные департаменты Кесальтенанго и Сан-Маркос) и Сучитепекес-Солола (современные департаменты Реталулеу, Сучитепекес, Солола и Киче) и Соконуско (современный регион мексиканского штата Чьяпас).
Лос-Альтос до конца оставался верным Федеративной Республике, но, поскольку в результате гражданской войны Федерация распалась, Лос-Альтос объявил себя независимой республикой. В 1840 году бо́льшая часть областей была захвачена армией Рафаэля Карреры. Используя в своих интересах хаос и неразбериху, воцарившиеся в Лос-Альтос, Мексика захватила область Соконуско.
В 1844, 1848 и 1849 годах на территории Лос-Альтоса вспыхивали восстания за независимость против диктатуры Рафаэля Карреры, но все они были подавлены.
Сегодня название Лос-Альтос сохранилось за областями, прилегающими к Кесальтенанго. Точно такое же название носит мексиканская часть прежнего государства в штате Чьяпас. Флаг и герб Лос-Альтоса сохранились на флаге и гербе Кесальтенанго.